# Grand Meadow (Minnesota)
Grand Meadow – miasto w Stanach Zjednoczonych, w stanie Minnesota, w hrabstwie Mower.